# Grgaje
Grgaje (cyr. Гргаје) – wieś w Serbii, w okręgu zlatiborskim, w gminie Sjenica. W 2011 roku liczyła 67 mieszkańców.